# Katarzyna Ponikwia
Katarzyna Ponikwia (ur. 29 października 1982 w Zakopanem) – polska biathlonistka. Zawodniczka klubu BKS Wojsko Polskie Kościelisko. Wielokrotna reprezentantka Polski podczas Igrzysk olimpijskich, mistrzostw świata, mistrzostw Europy i Pucharu Świata. Karierę zawodniczą zakończyła w 2011 roku.
Największy sukces jako juniorka odniosła podczas mistrzostw świata juniorów w Ridnaun-Val Ridanna w 2002 roku, gdzie w sprincie zajęła 5. miejsce. Jako seniorka najlepsze wyniki osiągała w sztafetach. Na mistrzostwach świata w Oberhofie w 2005 roku,  wspólnie z koleżankami zajęła 8. miejsce. Uczestniczyła w Igrzyskach Olimpijskich w Turynie. W 2007 na Mistrzostwach Świata we Włoskiej Anterselvie zajęła 30. miejsce w sprincie na 7,5 km strzelając bezbłędnie. Były to jej pierwsze punkty w karierze w Pucharze Świata.
Na przełomie 2006 i 2007 roku u zawodniczki pojawiły się problemy z kręgosłupem, z czasem były one coraz bardziej dokuczliwe, w październiku 2009 Ponikwia przeszła operację odcinka lędźwiowego kręgosłupa. Po rekonwalescencji Polka planowała powrót do wyczynowego uprawiania biathlonu, jednak z przyczyn zdrowotnych i rodzinnych w 2011 ogłosiła zakończenie kariery.
Służyła w Wojsku Polskim w stopniu starszego szeregowego.
Biathlon uprawiał także jej ojciec, Ryszard Ponikwia oraz dwóch braci, Robert i Bartłomiej.

## Osiągnięcia

### Igrzyska olimpijskie

#### Indywidualnie
| 2006 Turyn/Pragelato | – | 63. miejsce (SP), 56. miejsce (IN) |

#### Drużynowo
| 2006 Turyn/Pragelato | – | 7. miejsce (RL) |

#### Starty K. Ponikwii na igrzyskach olimpijskich – szczegółowo
| Miejsce | Data   | Rok  | Miejscowość        | Konkurencja               | Strzelanie | Czas biegu                  | Strata      | Zwycięzca             |
| ------- | ------ | ---- | ------------------ | ------------------------- | ---------- | --------------------------- | ----------- | --------------------- |
| 56.     | 13.02. | 2006 | Cesana San Sicario | 15 km – bieg indywidualny | 2+1+1+0    | 57:32,7 min                 | +8:08,6 min | Swietłana Iszmuratowa |
| 63.     | 16.02. | 2006 | Cesana San Sicario | 7,5 km – sprint           | 1+0        | 26:17,3 min                 | +3:45,9 min | Florence Baverel      |
| 7.      | 23.02. | 2006 | Cesana San Sicario | 4 × 6 km – sztafeta       | 0+1 0+1    | 1:16:12,5 min (20:15,5 min) | +4:16,8 min | Rosja                 |

### Mistrzostwa Świata

#### Indywidualnie
| 2001 Pokljuka   | – | 75. miejsce (SP)                                     |
| 2004 Oberhof    | – | 72. miejsce (SP), 58. miejsce (IN)                   |
| 2005 Hochfilzen | – | 77. miejsce (SP), 75. miejsce (IN)                   |
| 2007 Anterselva | – | 30. miejsce (SP), 36. miejsce (PU), 45. miejsce (IN) |

#### Drużynowo
| 2004 Oberhof    | – | 8. miejsce (RL)  |
| 2005 Hochfilzen | – | 12. miejsce (RL) |
| 2006 Pokljuka   | – | 15. miejsce (MR) |
| 2007 Anterselva | – | 10. miejsce (RL) |

#### Starty K. Ponikwii na mistrzostwach świata – szczegółowo
| Miejsce | Data   | Rok  | Miejscowość | Konkurencja               | Strzelanie | Czas biegu                  | Strata       | Zwycięzca         |
| ------- | ------ | ---- | ----------- | ------------------------- | ---------- | --------------------------- | ------------ | ----------------- |
| 75.     | 03.02. | 2001 | Pokljuka    | 7,5 km – sprint           | 2+1        | 27:51,8 min                 | +5:55,6 min  | Kati Wilhelm      |
| 72.     | 07.02. | 2004 | Oberhof     | 7,5 km – sprint           | 2+3        | 32:08,0 min                 | +6:17,0 min  | Liv Grete Poirée  |
| 58.     | 10.02. | 2004 | Oberhof     | 15 km – bieg indywidualny | 1+2+0+3    | 58:56,4 min                 | +9:13,4 min  | Olga Miedwiedcewa |
| 8.      | 12.02. | 2004 | Oberhof     | 4 × 6 km – sztafeta       | 0+0 0+0    | 1:16:12,5 min (20:21,9 min) | +3:20,2 min  | Rosja             |
| 77.     | 05.03. | 2005 | Hochfilzen  | 7,5 km – sprint           | 2+3        | 26:56,6 min                 | +4:58,0 min  | Uschi Disl        |
| 75.     | 08.03. | 2005 | Hochfilzen  | 15 km – bieg indywidualny | 2+1+2+2    | 1:03:01,5 min               | +10:24,0 min | Andrea Henkel     |
| 12.     | 11.03. | 2005 | Hochfilzen  | 4 × 6 km – sztafeta       | 0+2 0+1    | 1:13:44,4 min (19:09,8 min) | +3:09,5 min  | Rosja             |
| 8.      | 12.03. | 2006 | Pokljuka    | sztafeta mieszana         | 0+3 1+3    | 1:16:24,8 min (23:09,9 min) | +4:55,3 min  | Rosja II          |
| 30.     | 03.02. | 2007 | Anterselva  | 7,5 km – sprint           | 0+0        | 24:35,9 min                 | +1:49,0 min  | Magdalena Neuner  |
| 36.     | 04.02. | 2007 | Anterselva  | 10 km – bieg pościgowy    | 0+0+1+1    | 37:28,0 min                 | +4:26,4 min  | Magdalena Neuner  |
| 45.     | 07.02. | 2007 | Anterselva  | 15 km – bieg indywidualny | 1+2+0+0    | 52:52,0 min                 | +6:27,7 min  | Linda Grubben     |
| 10.     | 11.02. | 2007 | Anterselva  | 4 × 6 km – sztafeta       | 0+2 0+0    | 1:14:19,1 min (20:16,5 min) | +4:30,2 min  | Niemcy            |

### Mistrzostwa Europy

#### Indywidualnie
| 2003 Forni Avoltri | – | 37. miejsce (SP), 34. miejsce (PU)                   |
| 2004 Mińsk         | – | 33. miejsce (SP), 29. miejsce (PU), 34. miejsce (IN) |
| 2007 Bansko        | – | DNF (IN)                                             |

#### Drużynowo
| 2003 Forni Avoltri        | – | 9. miejsce (RL) |
| 2004 Mińsk                | – | 8. miejsce (RL) |
| 2006 Langdorf-Arbersee    | – | 8. miejsce (RL) |
| 2008 Nové Město na Moravě | – | 8. miejsce (RL) |

#### Starty K. Ponikwii na mistrzostwach Europy – szczegółowo
| Miejsce | Data   | Rok  | Miejscowość          | Konkurencja               | Strzelanie | Czas biegu                  | Strata       | Zwycięzca           |
| ------- | ------ | ---- | -------------------- | ------------------------- | ---------- | --------------------------- | ------------ | ------------------- |
| 37.     | 26.02. | 2003 | Forni Avoltri        | 7,5 km – sprint           | 2+0        | 30:30,4 min                 | +3:20,9 min  | Martina Halinárová  |
| 34.     | 27.02. | 2003 | Forni Avoltri        | 10 km – bieg pościgowy    | 2+2+1+2    | 46:33,4 min                 | +10:36,1 min | Jekatierina Iwanowa |
| 9.      | 02.03. | 2003 | Forni Avoltri        | 4 × 6 km – sztafeta       | 0+2 3+3    | 1:38:11,3 min (26:03,9 min) | +8:46,4 min  | Rosja               |
| 33.     | 18.02. | 2004 | Mińsk                | 7,5 km – sprint           | 0+2        | 25:02,4 min                 | +3:05,8 min  | Ołena Zubryłowa     |
| 29.     | 19.02. | 2004 | Mińsk                | 10 km – bieg pościgowy    | 1+0+2+1    | 37:15,6 min                 | +6:33,8 min  | Ołena Petrowa       |
| 34.     | 21.02. | 2004 | Mińsk                | 15 km – bieg indywidualny | 0+2+2+2    | 55:43,7 min                 | +9:29,0 min  | Ekaterina Dafowska  |
| 8.      | 22.02. | 2004 | Mińsk                | 4 × 6 km – sztafeta       | 2+3 0+2    | 1:19:16,0 min (20:59,6 min) | +7:39,2 min  | Rosja               |
| 8.      | 04.03. | 2006 | Langdorf-Arbersee    | 4 × 6 km – sztafeta       | 0+1 0+0    | 1:19:17,9 min (20:09,2 min) | +3:34,2 min  | Białoruś            |
| DNF.    | 21.02. | 2007 | Bansko               | 15 km – bieg indywidualny | 0+1+ +     |                             |              | Oksana Jakowlewa    |
| 9.      | 24.02. | 2008 | Nové Město na Moravě | 4 × 6 km – sztafeta       | 0+2 0+0    | 1:31:33,2 min (23:35,8 min) | +10:14,0 min | Ukraina             |

### Mistrzostwa Świata Juniorów

#### Indywidualnie
| 2000 Hochfilzen          | – | 11. miejsce (SP), 42. miejsce (PU), 15. miejsce (IN) |
| 2001 Chanty-Mansyjsk     | – | 49. miejsce (SP), 41. miejsce (PU), 41. miejsce (IN) |
| 2002 Ridnaun-Val Ridanna | – | 5. miejsce (SP), 17. miejsce (PU), 22. miejsce (IN)  |
| 2003 Kościelisko         | – | 38. miejsce (SP), 30. miejsce (PU), 33. miejsce (IN) |

#### Drużynowo
| 2000 Hochfilzen          | – | 12. miejsce (RL) |
| 2002 Ridnaun-Val Ridanna | – | 13. miejsce (RL) |
| 2003 Kościelisko         | – | 9. miejsce (RL)  |

#### Starty K. Ponikwii na mistrzostwach świata juniorów – szczegółowo
| Miejsce | Data   | Rok  | Miejscowość     | Konkurencja                 | Strzelanie | Czas biegu            | Strata       | Zwycięzca          |
| ------- | ------ | ---- | --------------- | --------------------------- | ---------- | --------------------- | ------------ | ------------------ |
| 15.     | 08.02. | 2000 | Hochfilzen      | 12,5 km – bieg indywidualny | 0+2+0+1    | 50:55,6 min           | +5:29,3 min  | Irina Fomina       |
| 12.     | 09.02. | 2000 | Hochfilzen      | 3 × 7,5 km – sztafeta       | 1 1        | 1:32:28,7 min (? min) | +15:21,7 min | Niemcy             |
| 11.     | 11.02. | 2000 | Hochfilzen      | 7,5 km – sprint             | 0+0        | 24:47,9 min           | +1:46,5 min  | Sabrina Buchholz   |
| 42.     | 12.02. | 2000 | Hochfilzen      | 10 km – bieg pościgowy      | 0+2+3+5    | 38:58,1 min           | +7:37,8 min  | Sabrina Buchholz   |
| 49.     | 21.03. | 2001 | Chanty-Mansyjsk | 7,5 km – sprint             | 2+2        | 35:27,5 min           | +6:19,5 min  | Romy Beer          |
| 41.     | 22.03. | 2001 | Chanty-Mansyjsk | 7,5 km – sprint             | 1+3+1+0    | 50:27,2 min           | +9:38,3 min  | Jenny Adler        |
| 45.     | 24.03. | 2001 | Chanty-Mansyjsk | 12,5 km – bieg indywidualny | 2+3+4+1    | 1:02:55,2 min         | +11:34,4 min | Tatjana Moisiejewa |

## Puchar Świata

### Miejsca w klasyfikacji generalnej
| Sezon     | Miejsce |
| --------- | ------- |
| 2006/2007 | 81.     |